# روث فولر
روث فولر (بالإنجليزية: Ruth Fowler)‏ هي مدونة بريطانية، ولدت في 28 مارس 1979.